# Suzie Gold
Suzie Gold (pt: Suzie Gold / br:  Suzie Gold - Judia Solteira Procura) é uma produção do Reino Unido de 2004. Esta comédia romântica, dirigida por Ric Cantor, é protagonizada por Summer Phoenix e conta com a participação da cantora britânica Rachel Stevens.

## Dados Técnicos
- Estúdio: Universal
- Distribuição: Imagem Films
- Produção: Ric Cantor
- Direção de Arte: Ric Cantor
- Música: James Hyman

## Informação
Suzie é uma perfeita garota judia. Até se apaixonar por um colega de trabalho e se tornar a rebelde da família. Se por um lado, seus pais não podem nem desconfiar que ela namora um rapaz não-judeu, por outro Suzie descobriu que pode ser muito interessante viver uma vida diferente da que sua família sonhou para ela. Mas não vai ser fácil convencê-los disso.

## Elenco
- Summer Phoenix... Suzie Gold
- Gem Souleyman... Toby Gold
- Frances Barber... Joyce Spencer
- Kevin Bishop... Ashley Marks
- Debbie Chazen... Miriam Karlin
- Ariana Fraval... Sophie Gold
- Rebecca Front... Barbara Gold
- Rachel Stevens... Pop Star
- Steve Furst... Rabbi Solomons
- Iddo Goldberg... Anthony Silver
- Leo Gregory... Darren
- James Hyman... Phillip
- Steve Jameson... Leo Spencer
- Miriam Karlin... Sadie
- Dulcie Lewis... Harriet Spencer
- Leon Lissek... Julius
- Joseph Long... Sam Silver
- Daniel Mendoza... Richard Levine